# 瓦西奧亞 (明尼蘇達州)
瓦西奧亞（英語：Wasioja）是位於美國明尼蘇達州道奇縣瓦西奧亞鎮區的一個非建制地區。

## 歷史
瓦西奧亞於1854年有人定居，1856年正式成立。瓦西奧亞的郵局於1856年成立，其後於1911年停運。<ref>. Jim Forte Postal History.   [2015-05-14]. （原始内容存档于2015-04-02）.

## 地理
瓦西奧亞所處的海拔為高於海平面356米（即1168英呎），而該地所採用的時區為UTC-6，即北美中部時區（CST）。同時該地設有夏令時間，為UTC-6調快一小時，即UTC-5（CDT）。